# Сан-Жуліан-да-Фігейра-да-Фош
Сан-Жуліан-да-Фігейра-да-Фош (порт. São Julião da Figueira da Foz; МФА: [ˈsɐ̃w ʒu.ɫi.ˈɐ̃w dɐ fi.ˈgɐj.ɾɐ dɐ ˈfoʃ]) — парафія в Португалії, у муніципалітеті Фігейра-да-Фош. Розташована в західній частині країни, на теренах історичної португальської провінції Бейра. Входить до складу округу Коїмбра. За адміністративним поділом, чинним до 1976 року, терени парафії були складовою провінції Берегова Бейра. Належить до Коїмбрської діоцезії Католицької церкви. Патрон — святий Юліан. Площа — 3,8899 км². Населення — 9686 ос. (2011). Середньо урбанізований регіон. Густота населення — 2490,04 осіб/км²
. Код — 060511.

## Населення
| Кількість мешканців | Кількість мешканців | Кількість мешканців | Кількість мешканців | Кількість мешканців | Кількість мешканців | Кількість мешканців | Кількість мешканців | Кількість мешканців | Кількість мешканців | Кількість мешканців | Кількість мешканців | Кількість мешканців | Кількість мешканців | Кількість мешканців |
| ------------------- | ------------------- | ------------------- | ------------------- | ------------------- | ------------------- | ------------------- | ------------------- | ------------------- | ------------------- | ------------------- | ------------------- | ------------------- | ------------------- | ------------------- |
| 1864                | 1878                | 1890                | 1900                | 1911                | 1920                | 1930                | 1940                | 1950                | 1960                | 1970                | 1981                | 1991                | 2001                | 2011                |
| 4 318               | 4 326               | 5 760               | 6 273               | 6 815               | 6 787               | 8 198               | 10 039              | 11 201              | 10 568              | 10 967              | 12 665              | 12 307              | 10 848              | 9 686               |